# Міхаель Маркур
Міхаель Маркур (нім. Michael Marcour, 1959) — німецький яхтсмен.
Срібний призер Олімпійських Ігор 1984 року.